# Свадьба соек (мультфильм)
«Сва́дьба со́ек» (груз. ჩხიკვთა ქორწილი) — советский рисованный мультипликационный фильм на грузинском языке, снятый в 1957 году по одноимённому рассказу грузинского писателя-классика Важи-Пшавелы. Существуют версия, дублированная на русский язык, и русские субтитры.
В этом мультфильме режиссёра Аркадия Хинтибидзе ярко воплощены поэзия национального фольклора, национальная сатира.

## Премии
На ВКФ в Москве в 1958 году получил третью премию по разделу мультипликационных фильмов.

## Сюжет
История происходит в лесу, где Ворон и Лиса разбойничают, пытаясь украсть птенцов. Однажды Ворона прогоняет от гнезда сойка Захар. Вскоре Захару попадается пёрышко, по которому он находит его обладательницу — красавицу-сойку Кетеван, в которую влюбляется. Он начинает ухаживать за Кетеван, поёт ей песни и сватается. Кетеван принимает его предложение.
На свадьбу сойки пригласили многих птиц, приготовили угощение и вино. Сам Орёл руководит свадьбой. Гости поздравляют молодых и поют песню «Мравалжамиер» («Многие лета…»). Соловей поёт красивую песню собственного сочинения, посвящённую невесте. Среди гостей появляется Мышонок, которого заставляют выпить полный рог вина, после чего он пускается в пляс.
Внезапно появляется незваный гость — разбойник Ворон, который выпивает штрафную и приглашает невесту на танец. Однако он делает это не просто так, а по сговору с Лисом, который сидит в засаде и после танца хватает невесту и убегает. Птицы дружно бросаются в погоню. Одни настигают Ворона и задают ему трёпку, другие преследуют Лиса и клюют его. Наконец, Орёл хватает Лиса когтями, поднимает в воздух и бросает в воду. А жених приводит невесту в чувство, и они обнимаются.
В заключение Орёл говорит: «Не бойтесь друзья, пока мы едины, враг нам не нанесёт урона».

## Создатели
| режиссёр                | Аркадий Хинтибидзе             |
| сценарист               | Семен Долидзе                  |
| художник-постановщик    | Борис Стариковский             |
| художник-мультипликатор | Авенир Хускивадзе              |
| операторы               | Сарра Спарсиашвили, В. Шанидзе |
| композитор              | Мэри Давиташвили               |
| звукооператор           | Рафаил Кезели                  |
| автор текста            | Ш. Пашалишвили                 |
| текст песен (стихов)    | С. Пашалиашвили                |